# William J. Clinton Presidential Center and Park

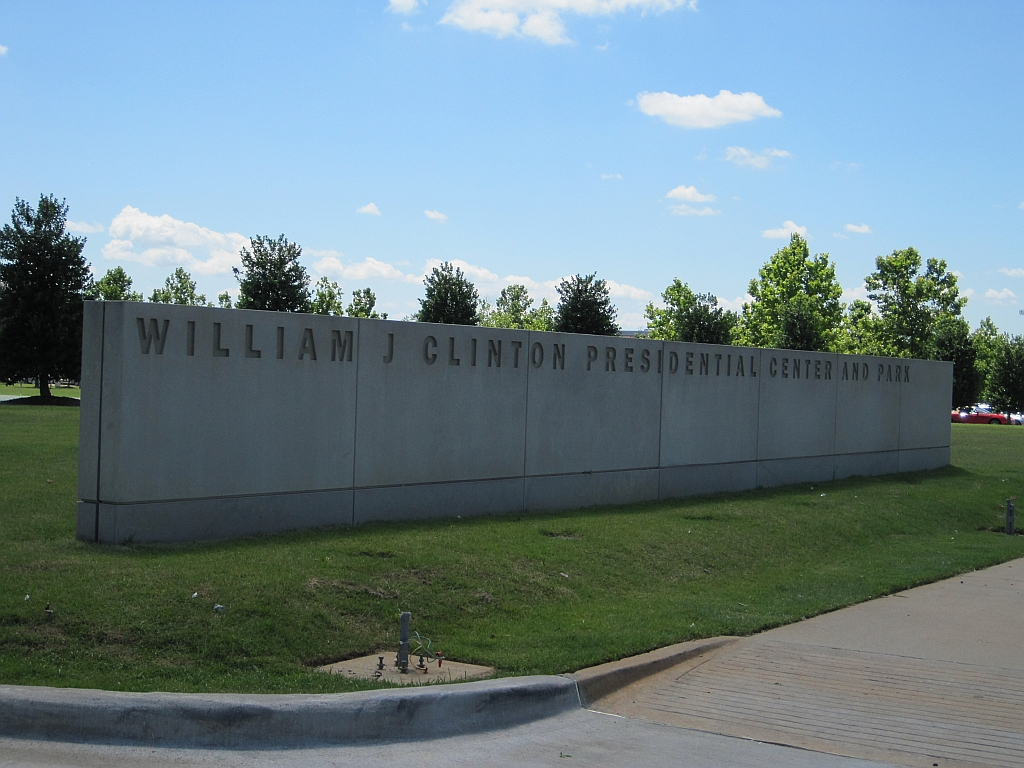

O William J. Clinton Presidential Center and Park (português: Centro e parque presidencial William J. Clinton) é a bibliotecas presidencial de Bill Clinton, o 42º presidente dos Estados Unidos (1993–2001). Ele está localizado Little Rock, Arkansas e inclui a Biblioteca Presidencial Clinton, os escritórios da Fundação Clinton e a Escola de Serviço Público Clinton da Universidade do Arkansas. É a décima terceira biblioteca presidencial a ser concluída nos Estados Unidos, a décima primeira a ser operada pela National Archives and Records Administration, e a terceira a cumprir a Lei de Registros Presidenciais de 1978.
Ele está situado em um terreno de 69.000 m², localizado próximo ao rio Arkansas e à rodovia interestadual 30 e foi projetado pelo escritório de arquitetura Ennead Architects com projeto de exposição de Ralph Appelbaum. O edifício principal se projeta sobre o rio Arkansas, ecoando a promessa da campanha de Clinton de "construir uma ponte para o século 21". Com uma planta baixa de 6.382,3 m², a biblioteca em si é a maior biblioteca presidencial em termos de área física, embora a Biblioteca e Museu Presidencial Ronald Reagan tenha o maior espaço total, devido à sua adição dos 8.400 m² do pavilhão Air Force One em 2005. Os arquivos são o maior bem, contendo 2 milhões de fotografias, 80 milhões de páginas de documentos, 21 milhões de mensagens de e-mail e 79.000 artefatos da presidência Clinton. A Biblioteca Clinton também é a mais cara, com todo o financiamento vindo de 112.000 doações privadas.
O museu exibe artefatos dos dois mandatos de Clinton como presidente e inclui réplicas em tamanho real do Salão Oval e da Sala do Gabinete da era Clinton.
Inaugurado em 18 de novembro de 2004, o custo de construção foi de US$ 165 milhões.